# Смолянніков Олексій Петрович
Олексій Петрович Смолянніков (14 березня 1937, селище Лотикове, тепер Слов'яносербського району Луганської області) — український політичний і господарський діяч. Депутат Верховної Ради УРСР 11-го скликання. Член ЦК КПУ в 1976—1990 роках. Кандидат економічних наук.

## Біографія
Народився 14 березня 1937 року в селищі Лотикове на Луганщині. У 1962 році закінчив Київський інститут інженерів цивільного повітряного флоту, радіоінженер.
У 1962—1963 роках — завідувач лабораторії Київського інституту цивільного повітряного флоту.
У 1963—1969 роках — інженер-технолог, водночас — секретар комсомольської організації; начальник контрольно-випробувальної станції; заступник начальника, начальник цеху Київського заводу «Радіоприлад».
Член КПРС з 1964 року.
У 1969—1970 роках — заступник начальника, начальник виробничого відділу Київського заводу «Радіоприлад». У 1970—1973 роках — секретар партійного комітету КПУ Київського заводу «Радіоприлад».
У 1973—1974 роках — 2-й секретар; у 1974—1977 роках — 1-й секретар Жовтневого районного комітету КПУ міста Києва.
У 1977 році закінчив Вищу партійну школу при ЦК КПРС.
У 1980 році закінчив Академію суспільних наук і соціального управління при ЦК Болгарської комуністичної партії (БКП).
У 1980—1984 роках — інспектор ЦК КПУ.
У 1984—1988 роках — 1-й секретар Севастопольського міського комітету КПУ.
У 1988—1990 роках — заступник завідувача відділу організаційно-партійної і кадрової роботи ЦК КПУ.
У 1990—1991 роках — завідувач відділу ЦК КПУ по зв'язках з Радами, політичними і громадськими організаціями.
Делегат XXV-го, XXVI-го, XXVII-го з'їздів Компартії України.
З січня 1997 по березня 1999 року працював в Рахунковій палаті України начальником управління кадрів і спеціальної роботи, начальником відділу кадрів.
Потім — на пенсії в місті Києві.

## Нагороди та відзнаки
- ордени
- медалі
- державний службовець 3 рангу